# 遠距離航空コマンド (ロシア航空宇宙軍)
遠距離航空コマンド（えんきょりこうくうコマンド、ロシア語:Командование Дальней Авиации, ДА、英語:The Long-Range Aviation, LRA）は、ロシア航空宇宙軍中央司令部隷下の主要なコマンドの内の1つ。その前身は第37航空軍である。爆撃機を運用し、核弾頭搭載型巡航ミサイルによる核攻撃、並びに通常弾頭を搭載した空対地ミサイル及び精密誘導爆弾等による攻撃を任務とする。

## 編制
遠距離航空コマンドは、2008年のロシア軍の大規模な軍事改革により、2009年に第37航空軍から改編され設立された。2個航空基地及びコマンド司令部直轄部隊から成る。2015年末時点で、爆撃機（Tu-22M3/MR×63機、Tu-95MS/MSM×60機、Tu-160×16機）×計139機、空中給油機（Il-78×5機、Il-78M×10機）を装備する。Tu-95MS/MSMおよびTu-160は核巡航ミサイル（Kh-55/SM）を発射する能力がある。2015年現在、核巡航ミサイルはステルス性を高めたKh-102に更新中である。

### 司令部
遠距離航空コマンド司令部（Штаба командования дальней авиации）は、モスクワに所在する。

### 司令部直轄部隊
- 第43戦闘転換訓練センター：ジャギレヴォ（リャザン郊外）。Tu-95MS、Tu-22M3/M3M、An-26
北緯54度38分38.9秒 東経39度34分10.1秒 / 北緯54.644139度 東経39.569472度
- 第203空中給油連隊（2個飛行隊で構成）：ジャギレヴォ（リャザン郊外）。Il-78/M
北緯54度38分38.9秒 東経39度34分10.1秒 / 北緯54.644139度 東経39.569472度
- 第27混成輸送連隊：タンボフ。An-12、An-26、An-30、An-2、Tu-134UBL/SH、Mi-8T/MT、Mi-26。
北緯52度42分7.2秒 東経41度22分23.9秒 / 北緯52.702000度 東経41.373306度
- 第?航空作戦群：サハ共和国コテリヌイ島(建設中)。
北緯75度20分00.0秒 東経141度00分00.0秒 / 北緯75.333333度 東経141.000000度

### 第6950ドンバス親衛航空基地
第6950ドンバス親衛航空基地（6950-я гвардейский авиационная база）は、サラトフ州エンゲリス2空軍基地に本部を置く。隷下に3個航空群と3個保管・修理工場をもつ。
- 第1航空群（1-я авиационная гроупа）：エンゲリス。Tu-95MS、Tu-160
北緯51度28分56.1秒 東経46度12分41.0秒 / 北緯51.482250度 東経46.211389度
- 第2航空群（2-я авиационная гроупа）：シャイコフカ。Tu-22M3/M3M
北緯54度13分35.1秒 東経34度22分16.4秒 / 北緯54.226417度 東経34.371222度
- 第3航空群（3-я авиационная гроупа）：オレネゴルスク。Tu-22M3
北緯68度9分3.3秒 東経33度27分53.4秒 / 北緯68.150917度 東経33.464833度
- 第?保管・修理工場：ノヴゴロド州ソリツイ
北緯58度08分21.0秒 東経30度19分43.2秒 / 北緯58.139167度 東経30.328667度
- 第?保管・修理工場：コミ共和国ヴォルクタ
北緯67度27分52.3秒 東経64度18分24.6秒 / 北緯67.464528度 東経64.306833度
- 第?保管・修理工場：チュクチ自治管区アナディリ
北緯64度44分5.6秒 東経177度44分30.1秒 / 北緯64.734889度 東経177.741694度

### 第6952航空基地
第6952航空基地（6952-я авиационная база）は、アムール州ウクラインカ空軍基地に本部を置く。隷下に2個航空群と2個保管・修理工場をもつ。
- 第1航空群（1-я авиационная гроупа）：ウクラインカ。Tu-95MS
北緯51度10分12.7秒 東経128度26分42.9秒 / 北緯51.170194度 東経128.445250度
- 第2航空群（2-я авиационная гроупа）：ベラヤ（イルクーツク郊外）。Tu-22M3
北緯52度54分54.4秒 東経103度34分31.4秒 / 北緯52.915111度 東経103.575389度
- 第?保管・修理工場：サハ共和国ティクシ3。
北緯71度41分57.9秒 東経128度54分1.8秒 / 北緯71.699417度 東経128.900500度第?保管・修理工場：サハ共和国コテリヌイ島(建設中)。
北緯75度20分00.0秒 東経141度00分00.0秒 / 北緯75.333333度 東経141.000000度

## 司令官
- アレクサンドル・エフゲニービッチ・ゴロヴァノフ（1942年 - 1948年）
- パヴェル・ジガレフ（1948年 - 1948年）
- セルゲイ・イグナチエビッチ・ルデンコ（1950年 - 1953年）
- アレクサンドル・ノビコフ（1953年 - 1955年）
- ウラジーミル・アレクサンドロヴィッチ・スデッツ（1955年 - 1962年）
- フィリップ・アレキサンドロビッチ・アガルツォフ（1962年 - 1969年）。
- ワシリー・レシェトニコフ（1969年 - 1980年）
- イワン・ゴルブノフ（1980年 - 1985年）
- ピョートル・デイネキン（1985 - 1990年）
- イーゴリ・ミハイロヴィッチ・カルーギン）（1990年 - 1997年）
- ミハイル・ミハイロビッチ・オパーリン（1998年 - 2002年）
- イーゴリ・イワノビッチ・フボロフ（2002年 - 2007年）
- パベル・アンドロソフ（2007年 - 2009年）
- アナトリー・ドミートリエヴィチ・ジィハーレフ(ru)、（2009年‐2016年）
- セルゲイ・コビラシュ（2016年9月 - 現在）
  - 2022年ロシアのウクライナ侵攻において、マリウポリ爆撃を指揮したとみられる。「ロシアの軍事的および政治的指導者の指示に従ってウクライナの都市を破壊し」「ウクライナの民間住宅・病院・重要なインフラ施設に対して大規模なミサイル攻撃を実行する命令を下した」ため、ウクライナで不在起訴された[5]。